# (56000) Mesopotamia
(56000) Mesopotamia ist ein Asteroid des inneren Hauptgürtels, der von dem belgischen Astronomen Eric Walter Elst am 20. September 1998 am La-Silla-Observatorium der Europäischen Südsternwarte in Chile (IAU-Code 809) entdeckt wurde.
Der Asteroid wurde am 10. November 2003 nach Mesopotamien benannt.